# Петрищево (Владимирская область)
Петрищево — деревня в Кольчугинском районе Владимирской области России, входит в состав Флорищинского сельского поселения.

## География
Деревня расположена в 4 км на юго-запад от центра поселения посёлка Металлист и в 13 км на северо-запад от райцентра города Кольчугино.

## История
В конце XIX — начале XX века существовало две деревни Петрищево 1-е и Петрищево 2-е, обе входили в состав Андреевской волости Александровского уезда. В 1859 году в деревне числилось 10 дворов, в 1905 году — 44 двора, в 1926 году — 41 двор.
С 1929 года деревня Петрищево 1-е являлась центром Петрищевского сельсовета Кольчугинского района, с 1940 года — в составе Кожинского сельсовета, с 1948 года — в составе пригородной зоны города Кольчугино, с 1954 года — в составе Флорищинского сельсовета, с 1965 года — в составе Кольчугинского района, с 2005 года — в составе Флорищинского сельского поселения.

## Население
| 1859 | 1905 | 1926 | 2002 | 2010 | 2021 |
| ---- | ---- | ---- | ---- | ---- | ---- |
| 71   | ↗213 | ↘202 | ↘0   | →0   | →0   |